# Lago della Fertà
Il lago della Fertà (2.558 m s.l.m.) è un lago naturale delle valli di Lanzo.

## Geografia

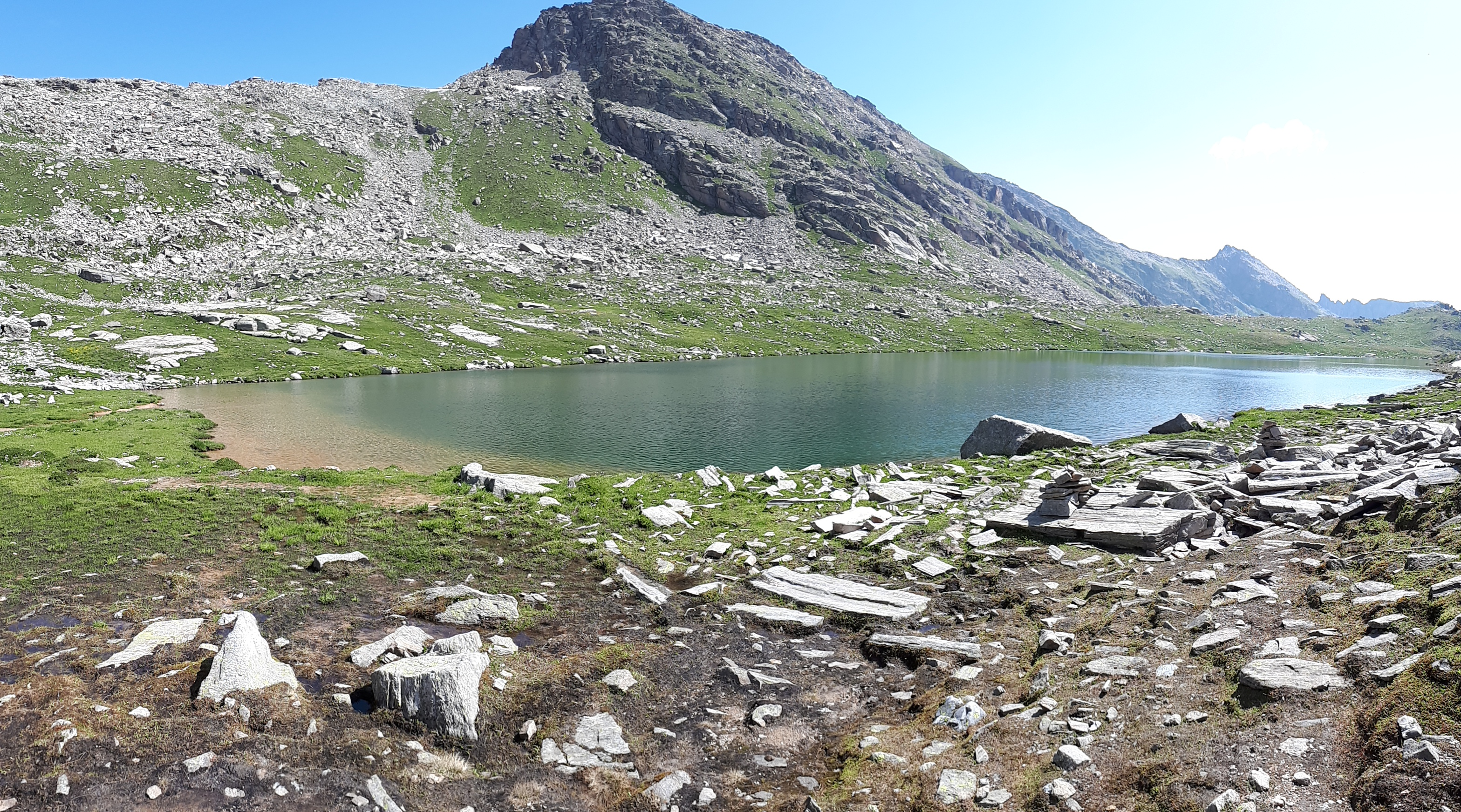
Il lago e dietro il monte Bellagarda.

Lo specchio d'acqua si trova nel comune di Groscavallo, in una conca chiusa a nord dal monte Bellagarda e dalla cima della Crocetta e a sud-est dalla punta della Fertà (2780 m) e dalla Roccia Cialva.. Le sue acque sono tributarie della Stura di Valgrande. 

## Accesso
Il lago è raggiungibile da Alboni, frazione Groscavallo, per mezzo di un sentiero.